# Muger Cement
El Muger Cement es un club de fútbol de Etiopía de la ciudad de Adama. Fue fundado en 1986 y juega en la Liga etíope de fútbol.

## Palmarés
- Copa etíope de fútbol: 1 (1994)[1]